# Битка код Лигница (1241)
Битка код Лигница (енгл. Battle of Legnica, пољ. bitwa pod Legnicą), вођена 9. априла 1241, била је одлучујућа монголска победа током Бату-Канове инвазије на источну Европу (1241-1242).

## Позадина
После Бату-кановог освајања Кијевске Русије (1237-1240), наредни циљ Монгола била је Мађарска. Груписање свих монголских снага против Мађарске крило је у себи за њих озбиљан ризик, јер су се пољске грофовије, Чешка, Моравска, па и Немачко царство, забринути опасношћу провале Монгола у Европу, припремали за отпор. То је, највероватније, разлог што је Бату, после овладавања Галичем (у Галицији, данас Украјина), децембра 1240, поделио своју војску у две групе: једна слабија, под командом Каидуа (млађег сина Великог кана Огедеја), требало је да обезбеди својим дејствима против Пољака, Чеха и Немаца десни бок јаче групе, под командом Батуа и Субудаја, усмерене на Мађарску.
Операције је прва почела Каидуова група, подељена у више самосталних колона. Сандомјеш је освојен 13. фебруара 1241. Уједињена војска пољских грофовија тучена је убрзо код Шидловјеца (пољ. Szydlowiec) у близини реке Чарне (пољ. Czarna). Краков је заузет 24. марта, спаљен, а становништво побијено.
Опустошивши Великопољску, монголска војска кренула је на југ, према граници Чешке, како би се преко Чешке и Моравске спојила са Бату-кановом главнином у Угарској. За то време је чешки краљ Вацлав у Прагу, по речима хроничара, окупио око 6.000 коњаника и 40.000 пешака и кренуо на север према граници Шлезије, где је Хенрик II Побожни (пољ. Henryk II Pobozny), пољски војвода Доње Шлеске окупио своју војску, примивши помоћ од оближњих немачких феудалаца, који су се осећали угрожено.

## Битка
Не дочекавши краља Вацлава, који им је долазио у помоћ, здружени пољски и немачки витезови и одред темплара под војводом Доње Шлезије Хенриком II Побожним напали су Монголе 9. априла 1241, југоисточно од Лигница код Валштата (пољ. Legnickie Pole) у Шлезији 
Био је то једини већи судар Монгола са западним витезовима, али о њему нема довољно поузданих података, ни о односу снага ни о узроцима пораза. Хришћанска војска разбијена је и уништена, пре него што им је стигао у помоћ чешки краљ Вацлав са својом војском, који је стигао на бојиште две дана касније.
По подацима савремених хроничара главнину хришћанске војске чинила је пешадија, састављена од слабо наоружаних чешких кметова и рудара. На бојишту је пало десет хиљада хришћана, међу њима и сам војвода Хенрик.

## Последице
После уништења хришћанске војске код Лигница, Моравска је била лак плен. Само два дана касније 10-11. априла 1241, Бату-канова главнина у Угарској однела је одлучујућу победу над мађарским краљем Белом IV код Мохија, после које је освојен и опустошен већи део Угарске.
Монголи су избегли судар са војском краља Вацлава и пробили се у Моравску, која је била готово без одбране. Градови Оломуц, Брно и Уничов успели су да се одбране, али су сва мања места опљачкана и опустошена, и монголска војска се без задржавања пробила у Угарску, где се сјединила са Бату-кановом главнином.